# 海迪·艾伯森
海迪·艾伯森 （Heidi Albertsen，1976年9月1日—），是来自丹麦的模特。她同时也是“非洲生活计划”（Life Project for Africa）和“下东城服务中心”（LESC, Lower Eastside Service Center）的亲善大使。

## 早年生活
艾伯森出生於丹麦哥本哈根。她的第一份工作是10岁时在家乡哥本哈根派送报纸。后来她在一家餐厅和肉店做洗碗工，然后在一个糖果店售卖巧克力。 年轻的艾伯森一直被肥胖的问题困扰，不过最终她减肥成功。在那之后，按照她的说法，她被“大力鼓励进军模特界”。
17岁的时候，艾伯森一举夺得1993年精英模特大赛（Elite Model Look）全球总决赛冠军,这项由世界精英模特委员会组织的年度时尚模特大赛，每年吸引来自5大洲70多个国家800多个城市超过35万的参赛者。几周后, 她搬去曼哈顿开始她的职业超模的生涯。

## 职业生涯
艾伯森在整个职业生涯中拍过很多平面媒体和电视广告。20世纪90年代中期以来，她出现在世界各地走秀、杂志、电影和广告中。她曾登上Vogue, Harper's Bazaar, Elle,Sports Illustrated, Cosmopolitan, Vanity Fair, Shape, Woman, M!, 以及一些健身杂志的封面。 作为指定模特，她参加过无数场由La Perla, L'Oréal, Guess, Nicole Miller, Roberto Cavalli 和 Victoria's Secret举办的活动。 她也出现在 MTV, E-Channel, Oxygen, Good Morning America 和其它的一些电视节目中。艾伯森也曾为American Express, Armani, Comme des Garçons, Clairol, Dove, Fruit of the Loom, Neutrogena, 和Vera Wang等品牌服务。
2000年她被Fitness 杂志评为年度最美身材。
艾伯森曾表示她最喜欢的一些作品出自她的好朋友和设计师妮可·米勒之手；也包括来自法国尼斯的摄影师艾尔伯特·沃森和来自意大利米兰的摄影师布里齐奥·费里共同为Escada所拍的作品；还有摄影师安东尼·韦格拉斯为Max杂志拍摄的封面及日历。
除了在平面媒体和广告上的声誉，她在影视界也成绩斐然。她出演过由尼古拉斯·凯奇主演的《驚天奪寶》, 本·斯蒂勒主演的 《超级名模》, 伍迪·艾伦导演的《名人百态》,以及大卫·布拉希尔斯为国家地理协会拍摄的IMAX纪录片《乞力马扎罗山：非洲屋脊》。
艾伯森在2000年被布拉西尔斯邀请加入其登山队攀登乞力马扎罗山，该山位于非洲的坦桑尼亚，是世界上最大的独立山峰。探险队有包括艾伯森在内的七名登山队员。她两次完成了登顶。第一次是在2000年6月，第二次是在2000年11月。艾伯森描述能登顶这座高达19341英尺（5895米）的山峰是对自己“体能，情感和智力的挑战”。她通过草图，绘画，拍照和自制纪录片记录下了整个攀登过程。
艾伯森在模特和选美大赛的评判上也颇有建树。2005年，艾伯森作为名誉评委参加在泰国举行的环球小姐大赛。 1994年，艾伯森作为评委出席在西班牙伊比沙岛举行的精英模特大赛 全球总决赛。在1995到1999年间，她是丹麦, 印度尼西亚, 和泰国精英模特大赛全国比赛的评委。
2011年，艾伯森作为参赛者参加了丹麦区的《Masterchef》 （页面存档备份，存于）电视真人秀, 创下了当时欧洲所有国家《Masterchef》真人秀的收视冠军。

## 投身慈善
艾伯森曾担任多个慈善机构的代言人，这些慈善机构致力于拯救被遗弃儿童，儿童艾滋病患者和病毒携带者，以及无家可归的流浪汉。 她仍然担任多个慈善机构的亲善大使。她是“非洲生活计划”（Life Project for Africa）的首席亲善大使和代言人，该机构是一个非营利组织，旨在拯救生命，并通过提供医疗服务，教育服务，为无家可归的人提供避难所，解决当地贫穷问题，来提高整个非洲的生活水平。 她同时也是“下东城服务中心”（LESC，Lower Eastside Service Center）的亲善大使和代言人。该非营利组织旨在为那些依赖药物和有精神健康问题的纽约人提供全方位的治疗和护理。 她积极推广“孕妇及婴儿方案”（Pregnant Women and Infants Program）, 这个由LESC提出的方案可以帮助那些对阿片剂上瘾的孕妇。  她同时也积极参与“生命之桥”（Bridge2Life）, 这个LESC的附属机构旨在帮助内陆城市中在进行康复疗程家庭的孩子。

## 教育水平
2006和2010年之间，在继续模特事业的情况下，艾伯森在纽约兼职学习，曾就读于国家科学院美术学院, 亨特学院,和纽约市立大学。 此外，她还参加了帕森斯新设计学校和纽约艺术学生联盟。

## 私人生活
艾伯森认为自己是一个具有新教传统的基督徒，她同时也尊重其它宗教。 她提倡集合了健身，美容，强身和时尚的健康而平衡的生活风格。她充满运动细胞。同时，她还会烹饪，绘画，攀岩，滑水，马拉松长跑，打网球和高尔夫，以及做瑜伽。她目前居住在纽约市曼哈顿行政区。